# Gin Coste-Crasnier
Pour les articles homonymes, voir Coste.
Gin Coste-Crasnier,  née le 28 janvier 1928 à Vichy et morte le 7 janvier 2024 à Grasse, est une artiste peintre française. Elle signe ses œuvres du prénom Gin coiffant les initiales C C.

## Biographie
Gin Coste-Crasnier, qui très jeune « admire les peintres du quattrocento, chez qui les manuscrits du XVIe siècle exercent une véritable fascination, qui s'enthousiasme pour la suavité du Pérugin, le charme languide de Léonard de Vinci et le monde onirique des préraphaélites et de Gustave Moreau », commence à peindre à l'âge de seize ans, recevant les conseils de Louise Cottin.
Il a été suggéré que les tableaux de Gin Coste-Crasnier, que Gérald Schurr a situés tout à la fois dans le symbolisme, le surréalisme, l'art fantastique et l'hyperréalisme, offrent à reconnaître « le beau visage du peintre. La clef de son œuvre, c'est le thème du double qui surgit dans tant de tableaux. On peut discerner dans sa peinture un certain narcissisme qu'elle transpose dans la vision de silhouettes adolescentes », à l'instar de Léonor Fini et de Remedios Varo.
Si elle peint ses personnages imaginaires sur des arrière-plans abstraits, Gin Coste-Cranier vient en 2009 à investir l'abstraction pure, dans une part de son œuvre où elle associe collages et acrylique et qu'elle intitule Les Imprévus.

## Expositions personnelles
- Galerie Cézanne, Cannes, 1959, 1961, 1963, 1965, 1967, 1971, 1972.
- Galerie L'Indifférent, Lyon, 1972, 1973, 1976.
- Galerie 20, Cannes, 1973, 1974, 1975, 1976, 1977, 1979, 1980.
- Fondation Europa, Milan, 1976.
- Galerie Gutenberg, Strasbourg, 1981.
- Galerie Saint-Hubert, Lyon, 1983.
- Technopole de Sophia-Antipolis, 1988.
- Claude Robert, commissaire-priseur, ventes de l'atelier Gin Coste-Crasnier, Hôtel Drouot, Paris, 22 février 1988[4] et 1er juillet 1991[5].
- Galerie Guichard, Lyon, 1990.
- Holiday Inn, Saint-Laurent-du-Var, 1994.

## Expositions collectives
- Salon du nu, Galerie Bernheim Jeune, Paris, 1956 (1er Prix du public).
- Salon d'hiver Art et vérité, Lyon, 1971, 1972, 1982 (Prix des présidents), 1983 (1ère Médaille).
- Salon du portrait, Galerie Bernheim Jeune, 1972 (1er Prix du public).
- Salon des arts graphiques, Saint-Raphaël, 1980 (1er Prix).
- Galerie Athena, Montelimar, 1982 (1er Prix du public).
- Dixième Festival des arts graphiques, Osaka, 1987.
- Galerie La Licorne, Juan-les-Pins, 1988.
- Galerie du Ruhl, Nice, 1988.
- Galerie Cluny, Genève, 1988, 1989.
- Galerie Saint-Hubert, Lyon, 1988.
- Salon d'art de Nice, 1996.
- Salons non datés : Australie, Cannes, Milan, Miami, Dallas, Washington, New York, Philadelphie, Lyon, Strasbourg.

## Réception critique
- « Gin connaît les rouages de l'imaginaire et peint ce qu'elle suppose être caché. En fait, elle s'invente des êtres irréels et beaux, qui se matérialisent, venant de l'autre côté d'un miroir. Bien qu'imaginaires, il nous semble déjà les avoir rencontrées, ces femmes de rêve, mais de chair et de sang, femmes-idéales ou femmes fatales, Salomés, Dalilas ou Médées, femmes-buissons ardents aux cheveux de feu. À travers cette parade de beaux visages sensuels on a la sensation de pénétrer une certaine "âme profonde". Peaux chaudes et nacrées, nuances et éclat de regard muets, il émane de ces personnages une lumière intérieure subtile. Gin s'intéresse aux recherches de matière et les met au point, suivant les sujets. Ses créatures éthérées et barbares, ses cathédrales baroques livrent des images ensorcelantes ouvrant des horizons sur le fantastique, et devant lesquels on se pose des questions. » - Aurore Busser[6]
- « Le message que nous délivre Gin, c'est une joie, une grâce triomphant des angoisses et des doutes par ses coloris délicats ou glorieusement vifs, rouges ardents ou bleus intenses Jugeant en poète, devant tous ces visages féminins, on se plaît à louer chez ce peintre, à la fois instinctif et raffiné, le goût de la beauté tangible, le sens des harmonies de couleurs, toujours à l'origine de la conception et de l'élaboration... De l'offrande voluptueuse à la méditation tourmentée, sa peinture est une invitation au bonheur, à la paix, à l'équilibre, car cet univers de sensualité frémissante, qu'anime le pinceau de l'artiste, est à la mesure des songes humains. » - Louis Gardetto[7]

## Prix et distinctions
- Commandeur dans l'Ordre de la Renaissance des arts et des lettres.
- Médaille de la ville de Saint-Raphaël.

## Collections publiques
- Chemin de croix (quatorze acryliques sur toiles 92x73cm), vitraux (atelier Bassinot Hervé Frères), mosaïques, dont croix d'autel (réalisées avec Daniel Coste), église saint-Charles de Rocheville, Le Cannet.
- Baptême du Christ par Saint Jean-Baptiste et La Cène (deux acryliques sur toile 89x116cm), église Saint-Jean-Baptiste de l'Aubarède, Le Cannet.